# Renata Oczkowska
Renata Anna Oczkowska (zm. 7 lipca 2020) – polska ekonomistka, prof. dr hab.

## Życiorys
Obroniła pracę doktorską. 30 czerwca 1993 habilitowała się na podstawie dorobku naukowego oraz pracy zatytułowanej Motywacyjna funkcja wynagrodzeń pracowników. Doświadczenia RFN. 26 czerwca 2014 nadano jej tytuł profesora w zakresie nauk ekonomicznych. Została zatrudniona na stanowisku profesora w Wyższej Szkole Zarządzania – The Polish Open University i w Katedrze Marketingu na Wydziale Zarządzania Uniwersytetu Ekonomicznego w Krakowie.
Była profesorem zwyczajnym i kierownikiem Katedry Zarządzania Zasobami Pracy, prodziekanem na Wydziale Zarządzania Uniwersytetu Ekonomicznego w Krakowie, oraz członkiem Rady Dyscypliny Nauki o Zarządzaniu i Jakości: Rady Dyscyplin Naukowych na Uniwersytecie Ekonomicznym w Krakowie.
Zmarła 7 lipca 2020. Pochowana na Cmentarzu Rakowickim (cmentarzu wojskowym przy ul. Prandoty w Krakowie, kwatera LXXIX-9-4).

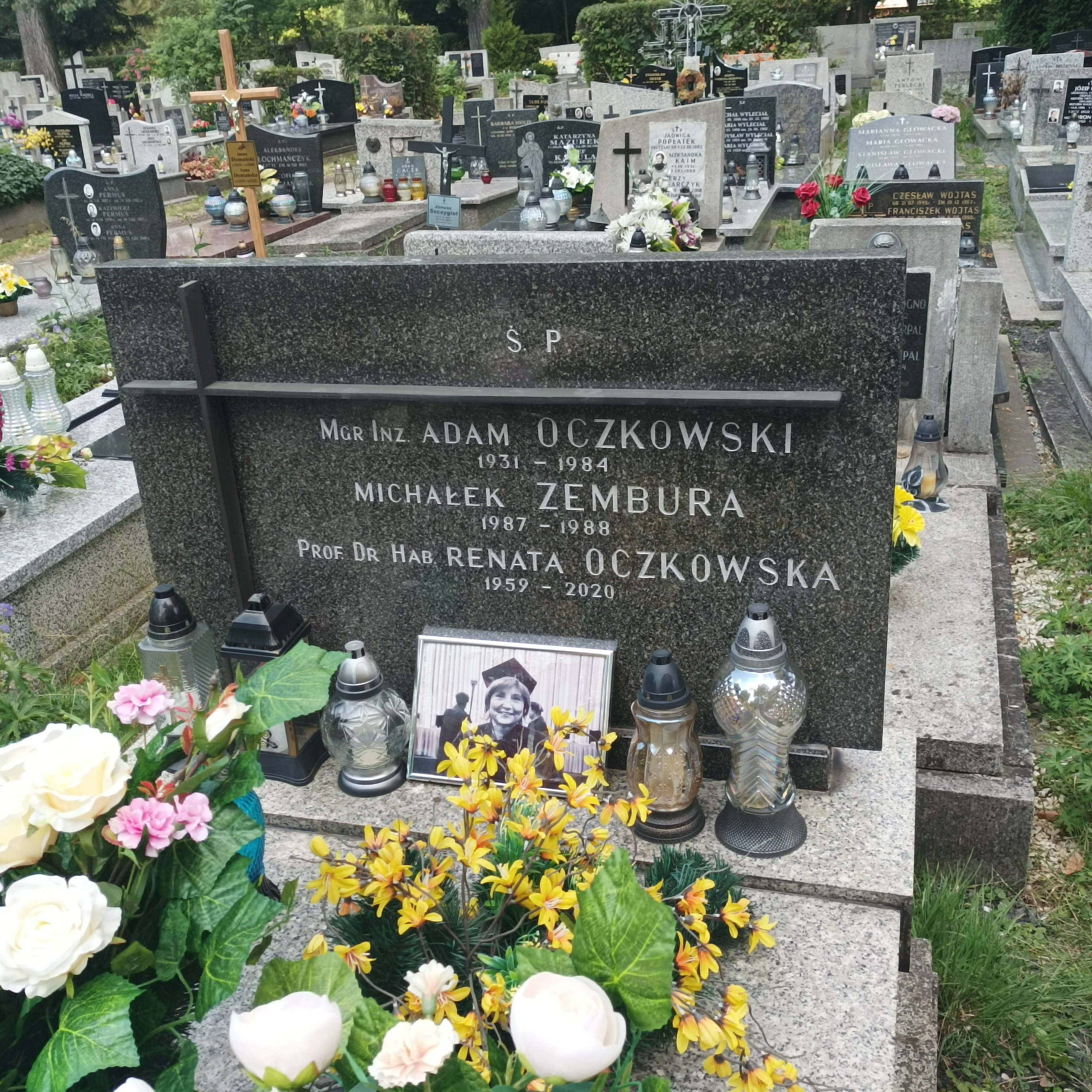
Grób prof. Renaty Oczkowskiej na cmentarzu wojskowym przy ul. Prandoty w Krakowie

## Odznaczenia
- Złoty Krzyż Zasługi (2017)[4][1]
- Srebrny Krzyż Zasługi (2005)[5][1]
- Medal Komisji Edukacji Narodowej[1]